# Cudowny świat Kopciuszka
Cudowny Świat Kopciuszka (Cinderella's Wonderworld, Once Upon a Time) – film animowany z 1973 r., w reżyserii Roberto Gavioli I Rolf'a Kauka
Językiem oryginalnym filmu jest język niemiecki. Historia oparta została na baśni braci Grimm Pani Zima.

## Fabuła
Maria jest dobrą, spokojną i pomocną dziewczyną, jedyną córką bogatego wdowca Pana Kufla. Jej wiernym towarzyszem jest mały niebieski piesek, Bello.
Pewnego dnia do miasta przyjeżdża tabor cygański, a wraz z nim Mary-Lou i jej matka. Mary-Lou jest całkowitym przeciwieństwem Marii. Brunetka, leniwa i przebiegła, marzy tylko o ładnych ciuchach i biżuterii. Matka Mary-Lou poznaje pana Kufla, podczas wróżenia mu z ręki. Dostając w zamian szczerozłotą monetę, wmawia mu, że spadnie na niego nieszczęście, jeśli się natychmiast nie ożeni. Pan Kufel poślubia matkę Mary-Lou, tym samym zapewniając godziwe i obfite życie dla niej i dla jej córki. Maria traktowana jest jak służąca, jednak godnie znosi trudy, nie chcąc niepokoić ojca.
Podczas królewskich polowań, książę oddziela się od reszty myśliwych. Tymczasem Mary-Lou bierze kąpiel w jeziorze, ubliżając Marii, po czym uderza ją, co widzi książę. Książę podchodzi do Marii by ją pocieszyć i przedstawia się jako zwykły myśliwy. Tymczasem Mary-Lou podstępem kradnie mu konia i wraca do domu. Książę wręcza Marii naszyjnik z kamieniem granatu.
W domu Mary-Lou przekonuje się, że koń jest własnością księcia.
W zamku zaś, książę wyznaje ojcu, że jest zakochany i postanawiają odszukać Marię, poprzez selekcję panien z kamieniem granatu.
Pewnego dnia, w akcie zazdrości, Mary-Lou wyrywa siostrze naszyjnik, po czym obydwie, wraz z Bello wpadają do studni. Tam spotykają Żabiego Króla, który dumnie nosi naszyjnik z kamieniem granatu na swoim brzuchu. Nie mogąc dojść do porozumienia, czyj naszyjnik naprawdę jest, w pewnym momencie znika. Żabi król oznajmia, że w jego posiadaniu jest Pani Holle.
Siostry pojawiają się w magicznym świecie pani Holle. Tam spotykają różne stworzenia, które proszą o pomoc. Jabłoń prosi o pozbieranie jabłek, piece o wyciągnięcie chlebów, krowy o wydojenie. Ostatecznie docierają do domu pani Holle, która ma dalsze prośby do dziewczyn. Maria karmi małe dzieci, które w podzięce dla niej śpiewają i tańczą. Mary-Lou, pod naciskiem pani Holle, próbuje, z marnym efektem, nakarmić jedno dziecko. Następnie wyrusza w dalszą podróż, a Maria posyła za nią dla towarzystwa Bello. Gdy robi się ciemno i zimno, Mary-Lou przywiązuje Bello i zostawia, skazując (w zamierzeniu)na śmierć. Tymczasem Maria pomaga pani Holle i dzieciakom wytrzepać pierze z poduszek, robiąc zimę. Gdy nastaje wiosna, wracają do domu obydwie, znajdując po drodze Bello, zamienionego w piękny niebieski kwiat. Bello wraca do postaci pieska. W domu zostają nagrodzone przez panią Holle według uczynków czynionych z własnej woli. Maria odzyskuje naszyjnik, a Mary-Lou zostaje oblana smołą. Maria wychodzi za mąż za księcia i żyją długo i szczęśliwe.

## Obsada oryginalna
- Ursula Heyer – Mary-Lou
- Martin Hirthe – Der König
- Tilly Lauenstein – Stiefmutter Pulle
- Arnold Marquis – Her Pulle
- Uwe Paulsen – Der Prinz
- Jochen Schröder – Erzähler
- Hans Schwarz Jr – Schüttel Dich Baum
- Wolfgang Spier – Meister Pfriem
- Eva-Maria Werth – Maria
- Harry Wüstenhagen – Notar